# Віктор Барбера
Віктор Барбера Ромеро (ісп. Víctor Barberà Romero, нар. 20 серпня 2004, Барселона, Іспанія) — іспанський футболіст, нападник бельгійського клубу «Брюгге».

## Ігрова кар'єра

### Клубна
Віктор Барбера народився у місті Барселона і є вихованцем футбольної академії при клубі «Барселона». З 2022 року нападник виступав за дубль команди — «Барселона Атлетік» у турнірі Прімера Федерасьйон. Де першу гру провів 4 вересня 2022 року.
Влітку 2023 року Барбера підписав контракт до 2027 року з бельгійським клубом «Брюгге», у якому перший час своєї діяльності виступав за дубль «Брюгге». Першу гру в основі нападник провів 1 листопада 2023 року у матчі Кубка Бельгії проти «Беєрсхота».

### Збірна
З 2022 року Віктор Барбера захищав кольори юнацької збірної Іспанії (U-19).

## Титули і досягнення
- Найкращий бомбардир Чемпіонат Європи (U-19) (1):  2023